# James Hansen Newman
James Hansen Newman dr. (Chuuk, Mikronézia, 1956. október 16.–) amerikai űrhajós.

## Életpálya
1978-ban a Dartmouth College keretében fizikából kapott oklevelet. 1982-ben a Rice Egyetemen molekuláris fizikából doktorált (Ph.D.), amit 1984-ben megvédett. A Rice Egyetemen végezte tudományos és oktatói munkáját.
1990. január 17-től a Lyndon B. Johnson Űrközpontban részesült űrhajóskiképzésben. Külön kiképzést kapott a Canadarm (RMS) manipulátorkar alkalmazásából. 1999-2001 között az Űrhajózási Iroda munkatársaként a Space Shuttle Program Iroda munkatársa volt. 2002. december 1-től 2006 januárjáig Oroszországban a NASA képviselőjeként koordinálta a nem orosz űrhajósok programját. 2006 márciusa óta a NASA vendégprofesszora. Az egyetem keretében az űrhajósokat és a repülésirányítókat oktatta. Négy űrszolgálata alatt összesen 43 napot, 10 órát és 7 percet (1042 óra) töltött a világűrben. Hat űrséta (kutatás, szerelés) során 43 óra 13 percet töltött a világűrben. Űrhajós pályafutását 2008 júniusában fejezte be.

## Űrrepülések
- STS–51, a Discovery űrrepülőgép 17. repülésének küldetés specialistája.  A legénység pályairányba állította az  Advanced Communications Technology Satellite (ACTS) kommunikációs műholdat. Ezt követően sor került egy 7 órás űrsétára, melyen James Newman és Walz űrhajósok a Hubble űrtávcső három hónappal későbbre tervezett javításának egyes lépéseit gyakorolták. Működtették az Orbiting Retrievable Far and Extreme Ultraviolet Spectrometer (ORFEUS) csillagászati ultraibolya spektrométert. Második űrszolgálata alatt összesen 9 napot, 20 órát és 11 percet (236 óra) töltött a világűrben. Egy űrséta (kutatás, szerelés) alatt 7 óra és 5 percet töltött az űrsikló teherterében. 6 608 628 kilométert (4 106 411 mérföldet) repült, 157 kerülte meg a Földet.
- STS–69, a Endeavour űrrepülőgép 9. repülésének küldetés specialistája. A legénység pályairányba helyezte a Spartan 201 műholdat, valamint a Wake Shield Facility (WSF) űreszközt, amit később visszanyertek. Harmadik űrszolgálata alatt összesen 10 napot, 20 órát és 10 percet (160 óra) töltött a világűrben. Egy 6 órás űrsétát (kutatás, szerelés) végzett, szerelési munkák közben tesztelte a módosított szkafander használhatóságát. 7 200 000 kilométert (4 500 000 mérföldet) repült, 171 kerülte meg a Földet.
- STS–88, az Endeavour űrrepülőgép 13. repülésének küldetés specialistája.  Az első ISS szerelési küldetése, a Unity (kikötőmodul), a Node 1 felhelyezése, ami az ISS első amerikai modulja. Negyedik űrszolgálata alatt összesen 11 napot, 19 órát és 18 percet (283 óra) töltött a világűrben. Három űrséta alatt 21 óra 22 percet töltött szerelési munkával a világűrben. 7 600 000 kilométert (4 700 000 mérföldet) repült, 185 kerülte meg a Földet.
- STS–109, a Columbia űrrepülőgép 27. repülésének küldetés specialistája. Az űrhajósok a negyedik nagyjavítás alatt, öt űrsétán szereltek fel új berendezéseket a Hubble Space Telescope (HST) Hubble űrtávcső re. Egy űrszolgálata alatt összesen 10 napot, 22 órát és 10 percet (262 óra) töltött a világűrben. Kettő űrséta alatt 14 óra és 46 percet töltött szereléssel. 6 300 000 kilométert (3 900 000 mérföldet) repült, 165 kerülte meg a Földet.